# Zbigniew Lew-Starowicz
Zbigniew Kazimierz Lew-Starowicz (ur. 25 października 1943 w Sieradzu, zm. 13 września 2024 w Strzeniówce) – polski lekarz psychiatra, psychoterapeuta i seksuolog, nauczyciel akademicki, profesor nauk medycznych, założyciel i prezes Polskiego Towarzystwa Seksuologicznego.

## Życiorys
W 1960 został absolwentem liceum ogólnokształcącego w rodzinnym Sieradzu. Do trzydziestego roku życia udzielał się jako ministrant. W 1966 ukończył medycynę na Wydziale Lekarskim Wojskowej Akademii Medycznej w Łodzi, wybór tej uczelni nawiązywał do tradycji wojskowej członków jego rodziny. Został także absolwentem filozofii na Katolickim Uniwersytecie Lubelskim. W 1981 doktoryzował się z tematu związanego z seksuologią, a w 1986 uzyskał stopień doktora habilitowanego nauk medycznych ze specjalnością w zakresie psychiatrii. W 2015 otrzymał tytuł profesora nauk medycznych.
Wkrótce po studiach pracował w poradni, w której pacjentów przyjmowała również Michalina Wisłocka. Zawodowo później związany m.in. z Akademią Wychowania Fizycznego w Warszawie oraz z Centrum Medycznym Kształcenia Podyplomowego. Obejmował w nich stanowiska profesorskie, powierzono mu też obowiązki kierownika Zakładu Seksuologii Medycznej i Psychoterapii CMKP. W latach 1999–2005 pełnił przez dwie kadencje funkcję dziekana Wydziału Rehabilitacji AWF. Był także kierownikiem Katedry Psychospołecznych Podstaw Rehabilitacji na tej uczelni, a także wykładowcą na Wydziale Psychologii Wyższej Szkoły Finansów i Zarządzania w Warszawie. Zajmował stanowisko dyrektora Instytutu Seksuologii Polskiego Towarzystwa Seksuologicznego w Warszawie.
Był założycielem i prezesem Zarządu Głównego Polskiego Towarzystwa Seksuologicznego oraz Polskiego Towarzystwa Medycyny Seksualnej. W latach 1995–1996 był ekspertem Ministerstwa Edukacji Narodowej w zakresie edukacji seksualnej, a w latach 1996–1998 liderem programu edukacji seksualnej Organizacji Narodów Zjednoczonych. W 1994 powołany na krajowego specjalisty z zakresu seksuologii. Był członkiem korespondentem Towarzystwa Naukowego Warszawskiego. Pełnił funkcję przewodniczącego rady naukowej czasopisma „Seksuologia Polska”.
Był autorem lub współautorem kilkuset prac naukowych i popularnonaukowych poświęconych problematyce współczesnej seksuologii i psychiatrii. Część z nich wydawał pod pseudonimem „Leo Oldwitch”. Współpracował ze stacją telewizyjną TVN Med, w której prowadził programy na temat seksuologii. Zajmował się także działalnością jako biegły sądowy oraz praktyką w ramach Centrum Seksuologii Medycznej, Psychiatrii i Psychoterapii, którego został dyrektorem.
Epizodycznie pojawiał się w obsadzie aktorskiej seriali telewizyjnych takich jak Kasia i Tomek (2003), Niania (2007), 39 i pół (2009). Wystąpił jako urzędnik stanu cywilnego w teledysku do utworu Black and White Kombi.
W autobiografii Pan od seksu z 2013 ujawnił, że przed 1989 w praktyce lekarskiej stosował na osobach homoseksualnych elektrowstrząsy w ramach tzw. terapii konwersyjnej. W wywiadzie, udzielonym w 2015 na potrzeby filmu dokumentalnego Artykuł osiemnasty, przeprosił swoich homoseksualnych pacjentów i świat nauki za to, że stosował szkodliwe i nieskuteczne metody, które zostały obalone przez badania medyczne.
Zmarł 13 września 2024 w Strzeniówce. Uroczystości pogrzebowe odbyły się w kościele pokamedulskim bł. Edwarda Detkensa. Został pochowany na cmentarzu Komunalnym Północnym w Warszawie.

## Życie prywatne
Syn Zbigniewa i Adaminy. Miał starsze rodzeństwo: siostrę Almę Tomirę i brata Maura Sulimira. Do jego dziadka Jana Starowicza należała łódzka kamienica przy ul. Piotrkowskiej 292, zwana kamienicą „Pod Góralem”.
Był dwukrotnie żonaty. Jego drugą żoną była lekarka Danuta Lew-Starowicz (zm. 2020). Miał czworo dzieci, w tym troje z pierwszego małżeństwa.

## Odznaczenia
- Krzyż Oficerski Orderu Odrodzenia Polski (2012)[20]
- Krzyż Kawalerski Orderu Odrodzenia Polski (1997)[21]
- Złoty Krzyż Zasługi[22]
- Medal Komisji Edukacji Narodowej[22]

## Publikacje
- Album intymny, Instytut Wydawniczy Związków Zawodowych, 1990, ISBN 978-83-202-0912-9.
- Album sztuki miłosnej (wspólnie z Michałem Maryniakiem), „Alma-Press”, 1990, ISBN 83-7020-044-3.
- Antykoncepcja współczesna (wspólnie z Longinem Marianowskim), Państwowy Zakład Wydawnictw Lekarskich, 1990, ISBN 83-200-1524-3.
- Atlas psychofizjologii seksu, Państwowy Zakład Wydawnictw Lekarskich, 1990, ISBN 978-83-200-1443-3.
- Barwy seksu, Instytut Wydawniczy Związków Zawodowych, 1987, ISBN 978-83-202-0527-5.
- Dojrzewanie, miłość, związki. U progu dorosłości (wspólnie z Agnieszką Fijałkowską-Grabowiecką i Alicją Długołęcką), Bellona, 2004, ISBN 978-83-11-10035-0.
- Encyklopedia erotyki, „Muza”, 2001, ISBN 978-83-7200-882-4.
- Edukacja seksualna, Świat Książki – Bertelsmann Media, 2006, ISBN 978-83-247-0261-9.
- Eros, natura, kultura, Państwowy Zakład Wydawnictw Lekarskich, 1973.
- Erotyzm i techniki seksualne wschodu, Instytut Wydawniczy Związków Zawodowych, 1991, ISBN 978-83-202-0972-3.
- Homoseksualizm, Wyd. Lekarskie PZWL, 1999, ISBN 978-83-200-2312-1.
- Jak się kochać?, Świat Książki, 2010, ISBN 978-83-247-1866-5.
- Kobieta i Eros, Zakład Narodowy im. Ossolińskich, 1991, ISBN 978-83-04-03208-8.
- Leczenie czynnościowych zaburzeń seksualnych, Państwowy Zakład Wydawnictw Lekarskich, 1985, ISBN 978-83-200-0828-9.
- Leczenie nerwic seksualnych, Państwowy Zakład Wyd. Lekarskich, 1991, ISBN 978-83-200-1560-7.
- Leczenie zaburzeń seksualnych, Wydawnictwo Lekarskie PZWL, 1997, ISBN 978-83-200-2107-3.
- Leksykon seksuologiczny, Wydawnictwo Continuo, 2002, ISBN 978-83-86682-80-5.
- Lew w sypialni, Wydawnictwo Z/W, 2012, ISBN 978-83-933628-0-6.
- Listy intymne, Zakład Narodowy im. Ossolińskich, 1989, ISBN 83-04-02716-X.
- Nowoczesne wychowanie seksualne (wspólnie z Kazimierzem Szczerbą), Polska Oficyna Wydawnicza „BGW”, 1995, ISBN 978-83-7066-613-2.
- O kobiecie, Wydawnictwo Czerwone i Czarne, 2011, ISBN 978-83-7700-013-7.
- O mężczyźnie, Wydawnictwo Czerwone i Czarne, 2012, ISBN 978-83-7700-032-8.
- O miłości, Wydawnictwo Czerwone i Czarne, 2012, ISBN 978-83-7700-040-3.
- Ona i On o seksie, Świat Książki, 2007, ISBN 978-83-247-0572-6.
- On. Pytania intymne, Wydawnictwo Czerwone i Czarne, 2018, ISBN 978-83-7700-332-9.
- Ona. Pytania intymne, Wydawnictwo Czerwone i Czarne, 2019, ISBN 978-83-66219-01-4.
- O seksie, partnerstwie i obyczajach, Wyd. Współczesne, 1988.
- O rozkoszy, Wydawnictwo Czerwone i Czarne, 2013, ISBN 978-83-7700-109-7.
- Pan od seksu, Znak, 2013, ISBN 978-83-240-2336-3.
- Pitawal erotyczny, Instytut Wydawniczy Związków Zawodowych, 1991, ISBN 978-83-202-0961-7.
- Problemy z seksem, Oficyna Wydawnicza „Pobrzeże”, 1991, ISBN 978-83-85062-00-4.
- Przemoc seksualna, Santorski & Co Agencja Wydawnicza, 1992, ISBN 978-83-85386-12-4.
- Przysposobienie do życia w rodzinie. Wychowanie, Państ. Zakład Wydawnictw Lekarskich, 1987, ISBN 83-200-1198-1.
- Seks dla każdego, Warszawa, 1986, ISBN 978-83-202-0361-5.
- Seks dojrzały, Państwowy Zakład Wydawnictw Lekarskich, 1988, ISBN 978-83-200-1281-1.
- Seks kontrowersyjny (wspólnie z Agnieszką Fijałkowską-Grabowiecką), Bellona, 2001, ISBN 978-83-11-09786-5.
- Seks nietypowy, Instytut Wydawniczy Związków Zawodowych, 1988, ISBN 978-83-202-0613-5.
- Seks partnerski, Państwowy Zakład Wydawnictw Lekarskich, 1984, ISBN 978-83-200-0735-0.
- Seks po uszkodzeniu rdzenia kręgowego (wspólnie z Januszem Kirenko), Wyższa Szkoła Umiejętności Pedagogicznych i Zarządzania, 2001, ISBN 978-83-913385-2-0.
- Seks trudny czy łatwy?, Instytut Wydawniczy Związków Zawodowych, 1985, ISBN 978-83-202-0358-5.
- Seks w jesieni życia, Bellona, 2000, ISBN 83-11-09124-2.
- Seks w kulturach świata, Zakład Narodowy im. Ossolińskich, 1987, ISBN 978-83-04-02199-0.
- Seks w malarstwie chińskim
- Seks w sieci i nie tylko…, Wyd. Medyczne, 2002, ISBN 978-83-88614-06-4.
- Seks w religiach świata, Instytut Wydawniczy Związków Zawodowych, 1990, ISBN 978-83-202-0874-0.
- Seksualne tajemnice i problemy
- Seksuolog radzi, Młodzieżowa Agencja Wydawnicza, 1981, ISBN 978-83-203-1383-3.
- Seksuologia sądowa, Wyd. Prawnicze, 1988, ISBN 978-83-219-0373-6.
- Słownik encyklopedyczny – Miłość i seks, Wyd. „Europa”, 1999, ISBN 978-83-87977-17-7.
- Słownik seksuologiczny, Agencja Omnipress, 1990, ISBN 978-83-85028-58-1.
- Sztuka seksualna wschodu, Ostoja 1991,
- Vademecum sztuki miłosnej, Instytut Wydawniczy Związków Zawodowych, 1989, ISBN 978-83-202-0761-3.
- Wiek średni: blaski i cienie, Państw. Zakł. Wyd. Lek., 1992, ISBN 978-83-200-1607-9.
- Za drzwiami mojego gabinetu, Prometeusz, 2003, ISBN 83-916550-2-4.
- Zarys seksuologii sądowej dla prawników, Wyd. Zrzeszenia Prawników Polskich, 2000, ISBN 978-83-87218-07-2.
- Zazdrość, seks, zbrodnia, Wyd. Prawnicze, 1990, ISBN 978-83-219-0562-4.